# Юдрума
Ю́друма (ест. Üdruma küla) — село в Естонії, у волості Ляене-Ніґула повіту Ляенемаа.

## Населення
Чисельність населення на 31 грудня 2011 року становила 85 осіб.

## Географія
Поблизу населеного пункту дорога 16163 (Лійві — Юдрума) з'єднується з автошляхом 10 (Рісті — Віртсу — Куйвасту — Курессааре).

## Історія
До 21 жовтня 2017 року село входило до складу волості Кулламаа.

## Пам'ятки природи
На території села виходять на поверхню джерела Пікамаа (Pikamaa allikad):
- 58°48′16″ пн. ш. 24°3′25″ сх. д. / 58.80444° пн. ш. 24.05694° сх. д.[2]
- 58°48′17″ пн. ш. 24°3′26″ сх. д. / 58.80472° пн. ш. 24.05722° сх. д.[3]
- 58°48′18″ пн. ш. 24°3′24″ сх. д. / 58.80500° пн. ш. 24.05667° сх. д.[4]
- 58°48′18″ пн. ш. 24°3′25″ сх. д. / 58.80500° пн. ш. 24.05694° сх. д.[5]